# Sajóvelezd
Sajóvelezd je obec v Maďarsku na severozápadě župy Borsod-Abaúj-Zemplén v okresu Putnok v Bukových horách. K 1. lednu 2015 zde žilo 791 obyvatel.

## Historie
První písemná zmínka o obci pochází z 13. století.

## Geografie
Obec se nachází asi 3 km jihovýchodně od okresního města Putnok. Od města s župním právem Miškovec se nachází asi 30 km jihovýchodně.
Obcí dále protéká řeka Slaná (maďarsky Sajó). Obec se nachází v Bukových horách ve výšce 140 m n. m.

## Doprava
Do obce se dá dostat silnicí z Putnoku a Sajómercse. Katastrem obce vede železniční trať Eger – Putnok, na které se ale od roku 2009 nejezdí, a to v úseku Szilvásvárad – Putnok. Severní hranicí katastru obce ještě vede železniční trať Miškovec – Bánréve – Ózd.